# Johann Heinrich Wolff
Johann Heinrich Wolff (* 21. August 1792 in Kassel; † 25. November 1869 ebenda) war ein deutscher Steinmetz, Architekt, Akademieprofessor und Architekturschriftsteller.

## Herkunft
Johann Heinrich Wolff entstammte der Kasseler Architektenfamilie Wolff, die auf seinen 1730 in Kassel verstorbenen und möglicherweise aus der Schweiz eingewanderten Ururgroßvater Johann Wolf zurückging. Er war der Sohn des Kasseler Steinmetzen und Hofwerkmeisters Heinrich Abraham Wolff (1761–1812).

## Leben
Johann Heinrich lernte zunächst bei seinem Vater und bewies bald eine solche Geschicklichkeit im Modellieren, dass er bei der Anfertigung von großen Gipsmodellen, z. B. für das Schloss Wilhelmshöhe, mitarbeiten konnte. Während der Zeit des napoleonischen Königreichs Westphalen (1807–1813) lernte er durch Vermittlung seines Vaters Leo Klenze, der im Februar 1808 Hofarchitekt von König Jérôme Bonaparte in Kassel geworden war, und durch diesen auch den königlichen Hofbaumeister Auguste Grandjean de Montigny kennen, dem er gelegentlich assistieren durfte. Um sich weiterzubilden, ging er 1811 an die Universität Göttingen, wo er Mitglied des Corps Hassia Göttingen wurde. Nach dem Tode seines Vaters im Jahre 1812 reiste er auf Empfehlung Grandjean de Montignys zu weiteren Studien nach Paris. Dort wurde er, Jean genannt, 1814 Schüler von Charles Percier an der “École d’Architecture” des Institut de France, der republikanischen Nachfolgeorganisation der Académie royale d’architecture. Noch im selben Jahr reiste er weiter nach Italien und traf in Rom den befreundeten Architekten Georg Laves und den dänischen Bildhauer Bertel Thorvaldsen. Auch den britischen Architekten und Archäologen Charles Robert Cockerell lernte er dort kennen, der ihn vermutlich anregte, einen Entwurf für die Glyptothek in München einzureichen.
1816 reiste er über Florenz und München nach Kassel zurück, wo inzwischen das Kurfürstentum Hessen restituiert worden war. Dort arbeitete er zunächst als Steinmetz, vollendete an der dortigen Kunstakademie bei Johann Conrad Bromeis seine architektonischen Studien und wurde 1819 Assistent von Heinrich Christoph Jussow an der Akademie. Als Bromeis 1821 Hofbaumeister des Kurfürsten Wilhelm II. wurde, erhielt Wolff die Ernennung zum Baumeister ernannt, musste sich aber verpflichten, als Bromeis’ Nachfolger unentgeltlich zu unterrichten. 1826 eröffnete er daraufhin eine private Architekturschule in Kassel, um sich finanziell abzusichern. Daneben war er auch mit Steinmetzarbeiten für das Rote Palais am Friedrichsplatz beschäftigt. Erst 1832 wurde er zum ordentlichen Professor für Architektur an der Kunstakademie ernannt, obwohl er diese Position de facto bereits seit elf Jahren innegehabt hatte.
Im Jahre 1838 baute er an der damaligen Garde-du-Corps-Straße, im Volksmund bald darauf spöttisch und nach der 1866 erfolgten preußischen Annexion von Kurhessen seit 1867 auch offiziell „Wolfsschlucht“ genannt, fünf identische Mietshäuser (Nr. 3–11). Sie waren in kostensparender Fachwerkbauweise errichtet und lediglich wie Steinbauten verputzt und verziert. Die Häuser Wolfsschlucht 7–11 wurden 1929 für den Neubau der Kasseler Sparkasse (Wolfsschlucht 9) abgebrochen.
Wolff vertrat die Gültigkeit der Griechischen Architektur und deren idealistischer Ästhetik und war einer der schärfsten Kritiker von Heinrich Hübsch, dem Verfechter des Rundbogenstils. Mehrere seiner Publikationen in den Jahren von 1834 bis 1854 belegen sein Bemühen um die theoretische Auseinandersetzung mit Architektur.
Wolff wurde 1864 emeritiert.

## Familie
Johann Heinrich Wolff war verheiratet mit Ida Spohr, einer der drei Töchter des Komponisten Louis Spohr und er verfasste 1860 das Vorwort zur Autobiographie seines Schwiegervaters. Wolffs Sohn war der Schriftsteller Louis Wolff.

## Architektonische Arbeiten (Auswahl)
- Entwurf zu einem kreisförmigen Volksgarten, 1813[3]
- Mitwirkung am Umbau des Fridericianums[4]
- Entwurf des Residenzschlosses Kassel, 1824/1825[5]
- Entwurf und Bau von fünf Mietshäusern in der Wolfsschlucht, Kassel, 1838
- Musikzimmer seines Schwiegervaters Louis Spohr

## Schriften
- Über Plan und Methode bei dem Studium der Architectur, Leske, Leipzig & Darmstadt, 1831
- Beiträge zur Ästhetik der Baukunst oder die Grundgesetze der plastischen Form, nachgewiesen an den Haupttheilen der griechischen Architektur, Leske, Leipzig & Darmstadt, 1834.
- Ein Princip und keine Parteien! In: Allgemeine Bauzeitung, 11, 1846, S. 358–367.
- Die wesentlichste Grundlage der monumentalen Baukunst. Historisch dargelegt an den Meisterwerken der alten Architectur. Eine Abtheilung geschichtlicher Vorträge gehalten in den 50er Jahren (mit erläuternden in den Text gedruckten Holzschnitten), Wigand, Göttingen, 1854